# Endrosa compluta
Endrosa compluta är en fjärilsart som beskrevs av Jacob Hübner. Endrosa compluta ingår i släktet Endrosa och familjen björnspinnare. Inga underarter finns listade i Catalogue of Life.